# Deverbal
Em gramática, deverbal, ou substantivo deverbal é um nome derivado de um verbo, que expressa seu sentido de forma abstrata.